# 早稻田大学大学院亚洲太平洋研究科
早稻田大学大学院亚洲太平洋研究科（日语：／ Waseda Daigaku Daigakuin Ajia Taieiyou Kenkyūka），或简称GSAPS，是一所独立研究科，着重于研究社会学与国际关系学。亚洲太平洋研究科建成于1998年4月，隸屬於早稻田大学。
亚太的学生，教职员工以及校友来自50多个不同的国家，使之成为早稻田大学首屈一指的国际化大学院以及日本最具文化多元性的研究生教育中心。
亚洲太平洋研究科主办亚洲区域一体化全球研究所（Global Institute for Asian Regional Integration，简称GIARI），得到日本政府文部科学省的支持与协助。

## 地址
亚洲太平洋研究科位于早稻田大学主校区，日本东京新宿区西早稻田。

## 合作机构
早稻田大学大学院亚洲太平洋研究科与世界一流的大学合作策划不同领域的研究，其中包括伦敦政治经济学院国际关系研究所（Graduate Institute of International and Development Studies)，新加坡国立大学，首尔国立大学，朱拉隆功大学等。
此外，透过欧盟的Erasmus Mundus国际交流计划，亚洲太平洋研究科负责管理一个联合博士课程，积极研讨全球化，多边主义及欧盟等相关议题。参与大学分别为比利时的法语布鲁塞尔自由大学，英国的華威大学，意大利的国际社会科学自由大学（Libera Universita Internazionale degli Studi Sociali），瑞士的日内瓦大学以及中国的复旦大学。
与此同时，亚洲太平洋研究科亦是亚洲政治与国际研究协会的一员，此协会是国际关系和公共政策领域上非常著名的组织。

## 教学与研究
亚洲太平洋研究科的主要研究范畴为东亚和东南亚地区研究，国际关系研究以及公共政策研究。研究专题讨论及授课均以此三大范畴为中心。亚洲太平洋研究科的授课语言为英语及日语，学生能够自由选择适合自己的语言的课程。
一年共有四个学期，分别为春季学习（5月至7月），夏季学期（8月），秋季学期（9月至1月）及冬季学期（2月）。

## 学生概况
至2011年5月1日，本研究科一共有427名学生，其中包括了293名研究生和144名博士生。69.6%的研究生来自于海外，只有30.4%的研究生是日本学生。
亚洲太平洋研究科学生委员会(GSA)，是本研究科的官方学生组织，经常举办社交性，学术性，以及与就职有关的各类有意义的活动。

## 教授
- 天儿 慧         （社会学博士学位， 一桥大学毕业）
- 不破 信彦       （农业和资源经济学博士学位，加州大学伯克利分校毕业）
- 后藤 乾一       （法学博士学位， 庆应義塾大学毕业）
- 平川 幸子       （国际关系学博士学位， 早稻田大学毕业业）
- 鸭川 明子       （教育学博士学位，早稻田大学毕业）
- 勝间 靖         （发展研究学博士学位，威斯康辛大学麦迪逊分校毕业）
- 川村 亨夫       （法学硕士学位，迈阿密大学毕业）
- 北村 歲治       （硕士学位，牛津大学毕业）
- 小林 英夫       （社会科学博士学位，东京都立大学毕业）
- 黑田 一雄       （教育社会学博士学位， 康奈尔大学毕业）
- 林 華生         （博士学位，伦敦大学毕业）
- 刘 法拉 格雷西亚（社会学博士学位， 芝加哥大学毕业）
- 松冈 俊二       （学术学博士学位， 广岛大学毕业）
- 三友 仁志       （城市与区域规划学博士学位， 筑波大学毕业）
- 村嶋 英治       （博士学位，康奈尔大学毕业）
- 小尾 敏夫       （国际情报通信穴博士学位， 早稻田大学毕业）
- 格兰达 罗伯茨   （人类学博士学位，康奈尔大学毕业）
- 篠原 初枝       （历史学博士学位， 芝加哥大学毕业）
- 白石 昌也       （社会学博士学位， 东京大学毕业）
- 植木 千可子     （政治学博士学位， 麻省理工大学毕业）
- 浦田 秀次郎     （经济学博士学位，斯坦福大学毕业）
- 山冈 道男       （国际关系社会学博士学位， 早稻田大学毕业）
- 菊地 朋生       （经济学博士学位， 比勒费尔德大学毕业）

## 相关连接
- GSAPS of Waseda University （页面存档备份，存于）
- GSAPS Student Association
- 早稻田大學首頁 （页面存档备份，存于）